# Liste der Einträge im National Register of Historic Places im Loving County
Die Liste der Registered Historic Places im Loving County führt alle Bauwerke und historischen Stätten im texanischen Loving County auf, die in das National Register of Historic Places aufgenommen wurden.

## Aktuelle Einträge
| Lfd. Nr. | Name im NRHP             | Bild | Datum der Eintragung | Adresse/Lage                                              | Ort     | NRHP-ID  | Beschreibung |
| -------- | ------------------------ | ---- | -------------------- | --------------------------------------------------------- | ------- | -------- | ------------ |
| 1        | Loving County Courthouse |      | 10. Mai 2006         | Bounded by Pecos St., Collins St., Dallas St., and TX 302 | Mentone | 06000362 |              |